# سياسة أيرلندا الشمالية

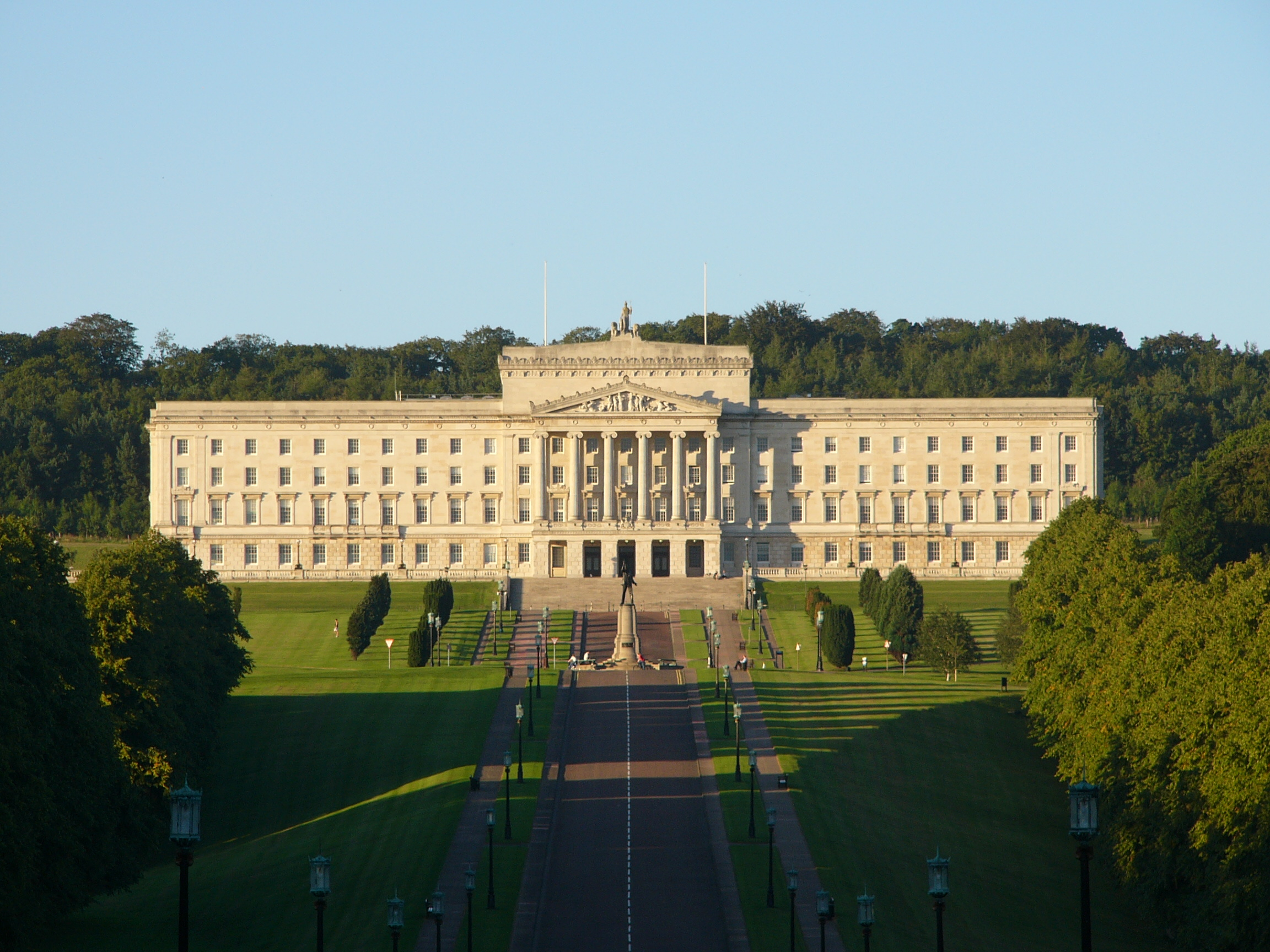

منذ عام 1998، تحظى أيرلندا الشمالية بحكومة مفوَّضة داخل المملكة المتحدة. تكون حكومة المملكة المتحدة وبرلمانها مسؤولَين عن الأمور المتحفّظ عليها والأمور المستثناة. تشمل الأمور المتحفّظ عليها قائمة بمجالات السياسة (مثل الطيران المدني ووحدات القياس وعلم الوراثة البشري)، والتي قد يفوّضها برلمان وستمنستر إلى جمعية أيرلندا الشمالية في وقت ما في المستقبل. أما الأمور المستثناة (مثل العلاقات الدولية والضرائب والانتخابات) فليس من المتوقع أبدًا النظر في تفويضها. في جميع الأمور الأخرى، يجوز للسلطة التنفيذية في أيرلندا الشمالية إلى جانب جمعية أيرلندا الشمالية المكونة من 90 عضوًا أن تسنّ التشريعات والأحكام في أيرلندا الشمالية. بالإضافة إلى ذلك، يعتمد التفويض في أيرلندا الشمالية على مشاركة أعضاء السلطة التنفيذية لأيرلندا الشمالية في المجلس الوزاري الشمالي/الجنوبي، الذي ينسق مجالات التعاون (مثل الزراعة والتعليم والصحة) بين أيرلندا الشمالية وجمهورية أيرلندا.
تُجرى انتخابات جمعية أيرلندا الشمالية من طريق نظام التصويت الواحد القابل للتحويل بخمسة ممثلين (أعضاء الجمعية التشريعية) يُنتخَبون من 18 دائرة انتخابية برلمانية. يُنتخَب ثمانية عشر ممثلًا للمجلس الأدنى في البرلمان البريطاني (أعضاء البرلمان) من نفس الدوائر الانتخابية باستخدام نظام الفوز للأكثر أصواتًا. ومع ذلك، لا يأخذ جميع هؤلاء مقاعدهم، إذ يرفض نواب حزب شين فين السبعة أداء يمين الولاء المطلوبة للملكة إليزابيث الثانية. بالإضافة إلى ذلك، يضم حاليًا المجلس الأعلى في برلمان المملكة المتحدة -يسمى مجلس اللوردات- نحو 25 عضوًا معينًا من أيرلندا الشمالية.
يمثِّل مكتب أيرلندا الشمالية الحكومة البريطانية في أيرلندا الشمالية في ما يخصّ الأمور المتحفَّظ عليها. ولحكومة جمهورية أيرلندا أيضًا الحق في «تقديم الآراء والمقترحات» بشأن الأمور غير المفوَّض بها التي تتعلق بأيرلندا الشمالية. يترأس مكتب أيرلندا الشمالية وزير الدولة لأيرلندا الشمالية الذي يعمل في مجلس وزراء المملكة المتحدة.
يدعم معظم سكان أيرلندا الشمالية واحدة من بين أيديولوجيتين مختلفتين: الاتحادية (التي تطالب بأن تظل المنطقة جزءًا من المملكة المتحدة) والقومية الأيرلندية (التي تريد أيرلندا الموحدة). يكون الاتحاديون في الغالب من بروتستانت أولستر، الذين ينتمون في معظمهم إلى الكنيسة المشيخية في أيرلندا وكنيسة أيرلندا. أما القوميون الأيرلنديون فهم بالكامل تقريبًا من الرومان الكاثوليك. هناك أيضًا أقلية صغيرة من قوميي أولستر (ينادون بدولة أيرلندا الشمالية المستقلة) الذين يتبنّون معتقدات دينية مختلفة.

## التمثيل السياسي
تتمتع أيرلندا الشمالية حاليًا بالتمثيل السياسي التالي:
- تضم جمعية أيرلندا الشمالية 90 عضوًا في الجمعية التشريعية (حاليًا 40 اتحاديًا و40 قوميًا و10 آخرين [محايدين دستوريًا])، والتي استعادت تفويضها في 8 مايو 2007.
- 18 مقعدًا في مجلس عموم المملكة المتحدة (حاليًا 8 نواب اتحاديين و9 نواب قوميين ونائب واحد محايد)[1]
- يوجد العديد من الاتحاديين في المجلس الخاص للمملكة المتحدة ولكن لا يوجد أي قومي فيه (انظر إلى قائمة أعضاء المجلس الخاص في أيرلندا الشمالية).
- على المستوى المحلي هناك 11 مجلسًا محليًا

### أنماط التصويت
تنقسم أنماط التصويت على النحو التالي:
- انتخابات وستمنستر 2019 - الاتحاديون 43.2%، القوميون 38.9%، آخرون 17.9%
- انتخابات وستمنستر 2017 - الاتحاديون 49.2%، القوميون 41.2%، آخرون 9.6%
- انتخابات وستمنستر 2015 - الاتحاديون 50.2%، القوميون 38.5%، آخرون 11.2%
- انتخابات وستمنستر 2010 - الاتحاديون 50.5%، القوميون 42.0%، آخرون 7.5%
- انتخابات وستمنستر 2005 - الاتحاديون 51.4%، القوميون 41.8%، آخرون 6.8%
- انتخابات وستمنستر 2001 - الاتحاديون 52.9%، القوميون 42.7%، آخرون 4.4%
- انتخابات وستمنستر 1997 - الاتحاديون 50.5%، القوميون 40.2%، آخرون 9.3%
- الانتخابات الأوروبية 2019 - الاتحاديون 42.9%، القوميون 35.9%، آخرون 21.2%
- الانتخابات الأوروبية 2014 - الاتحاديون 51.0%، القوميون 38.6%، آخرون 10.5%
- الانتخابات الأوروبية 2009 - الاتحاديون 49.0%، القوميون 42.2%، آخرون 8.8%
- الانتخابات الأوروبية 2004 - الاتحاديون 48.6%، القوميون 42.2%، آخرون 9.2%
- الانتخابات الأوروبية 1999 - الاتحاديون 52.3%، القوميون 45.4%، آخرون 2.3%
- انتخابات الجمعية 2017 - الاتحاديون 44.8%، القوميون 40.0%، آخرون 15.5%
- انتخابات الجمعية 2016 - الاتحاديون 48.5%، القوميون 36.4%، آخرون 15.1%
- انتخابات الجمعية 2011 - الاتحاديون 48.3%، القوميون 41.5%، آخرون 10.2%
- انتخابات الجمعية 2007 - الاتحاديون 48.6%، القوميون 42.0%، آخرون 9.4%
- انتخابات الجمعية 2003 - الاتحاديون 52.1%، القوميون 40.5%، آخرون 7.4%
- انتخابات الجمعية 1998 - الاتحاديون 50.6%، القوميون 39.7%، آخرون 9.7%

### الأنظمة الانتخابية
يُستخدم نظام التصويت الواحد القابل للتحويل -الذي يحقق التمثيل النسبي- في جميع الانتخابات التي تُجرى في أيرلندا الشمالية باستثناء انتخابات مجلس العموم، إذ يُستخدم نظام التصويت «الفوز للأكثر أصواتًا» أو نظام تصويت الأكثرية النسبية.

### التمثيل المقترح في الجمهورية
شنّ شين فين، وهو حاليًا أكبر الأحزاب القومية في أيرلندا الشمالية، حملةً لتوسيع حق الاقتراع للناخبين في أيرلندا الشمالية من أجل السماح لهم بالتصويت في انتخابات رئيس أيرلندا. وطالب أيضًا بمنح جميع النواب وأعضاء البرلمان الأوروبي في أيرلندا الشمالية حقوق التحدث في المجلس الأدنى لبرلمان جمهورية أيرلندا، دويل أيرن. قبلت الحكومة الأيرلندية هذا -حسب ما فُهم- وكان لديها خطط لسنّ التشريعات في خريف عام 2005. ودعم الحزب الاشتراكي العمالي هذه الخطوة. ومع ذلك، تراجع عن هذه الخطوة متحدثٌ باسم التاوسيتش بيرتي أهرن في وقت لاحق، مشيرًا إلى أنه لم يخطَّط قط بمنح النواب الحق في حضور الجلسات العامة للمجلس، ولكنهم سيُدعَون للمشاركة في لجان البرلمان الأيرلندي التي تعالج مسائل أيرلندا الشمالية، شريطة موافقة جميع الأحزاب على ذلك. أعلنت الأحزاب الاتحادية، إلى جانب حزب فاين غايل وحزب العمال وحزب الديمقراطيين التقدميين، عن معارضتها لهذه الخطوة، كما عبّرت معظم وسائل الإعلام الأيرلندية عن معارضتها، إذ نشرت مقالات تنتقد الاقتراح انتقادًا لاذعًا في صحيفتي ذي آيريش تايمز وصنداي إندبندنت. ومع ذلك، في 22 نوفمبر 2007، حضر ممثلون عن كل من شين فين والحزب الاشتراكي العمالي (رفض الاتحاديون الدعوة) اجتماعًا للجنة البرلمان الأيرلندي لمراجعة أعمال اتفاق الجمعة العظيمة. يستطيع نواب أيرلندا الشمالية الثمانية عشر المشاركة في مناقشات هذه اللجنة (واللجان الأخرى ذات الصلة من طريق الدعوة)، ولكن لن يكون لديهم الحق في التصويت أو في تقديم الاقتراحات والتعديلات.

## الأحزاب السياسية
يمكن تقسيم الأحزاب السياسية في أيرلندا الشمالية إلى ثلاث فئات مختلفة:
- الأحزاب الاتحادية، مثل: الحزب الاتحادي الديمقراطي وحزب ألستر الوحدوي، والأحزاب الصغرى الأخرى مثل الحزب الاتحادي التقدمي والصوت الاتحادي التقليدي
- الأحزاب القومية، مثل: شين فين والحزب الاشتراكي العمالي
- الأحزاب التي تشمل جميع الطوائف، مثل: حزب التحالف وحزب الخضر.